# Illes Yaeyama
Les illes Yaeyama (en japonès: 八重山諸島 Yaeyama-shotō; yaeyama: Yaima; okinawense: Ēdt.) És un arxipèlag en la prefectura de Okinawa, al sud del Japó.
Les illes són la part més remota entre els principals arxipèlags del Japó i contenen l'illa habitada més al sud (Hateruma) i la més occidental (Yonaguni).
Les illes formen la part sud de l'arxipèlag volcànic de les Illes Ryūkyū. La divisió administrativa del districte de Yaeyama abasta totes les illes Yaeyama excepte Ishigaki i les disputades Illes Senkaku.

## Geografia
El grup de les illes Yaeyama es compon de trenta-una illes, les més importants són:
- Ishigaki-jima (石垣島)
- Iriomote-jima (西表島)
- entre aquestes dues grans illes estan:
  - Sotobanari-jima (外離島)
  - Taketomi-jima (竹富島)
  - Kuro-shima (黒島) i Aragusuku-jima (新城島)
  - Kohama-jima (小浜島) i la petita Yubu-jima (由布島)
  - Hatoma-jima (鳩間島)
- Hateruma-jima (波照間島), l'illa més meridional;
- Yonaguni-jima (与那国島), l'illa més occidental.

Ishigaki està a uns 260 quilòmetres de Taiwan, i a quaranta minuts en avió des d'Okinawa Honto.

### Illes Yaeyama no habitades
Les illes oficialment no habitades són:
- Ishigaki (Ishigaki-jima)
- Aragusuku (Aragusuku-jima)
- Hateruma (Hateruma-jima)
- Iriomote (Iriomote-jima)
- Kayama (Kayama-jima)
- Kohama (Kohama-jima)
- Kuroshima (Kuroshima)
- Sotobanari (Sotobanari-jima)
- Taketomi (Taketomi-jima)
- Yubu (Yubu-jima)
- Hatoma (Hatoma-jima)
- Yonaguni (Yonaguni-jima)

### Cultura

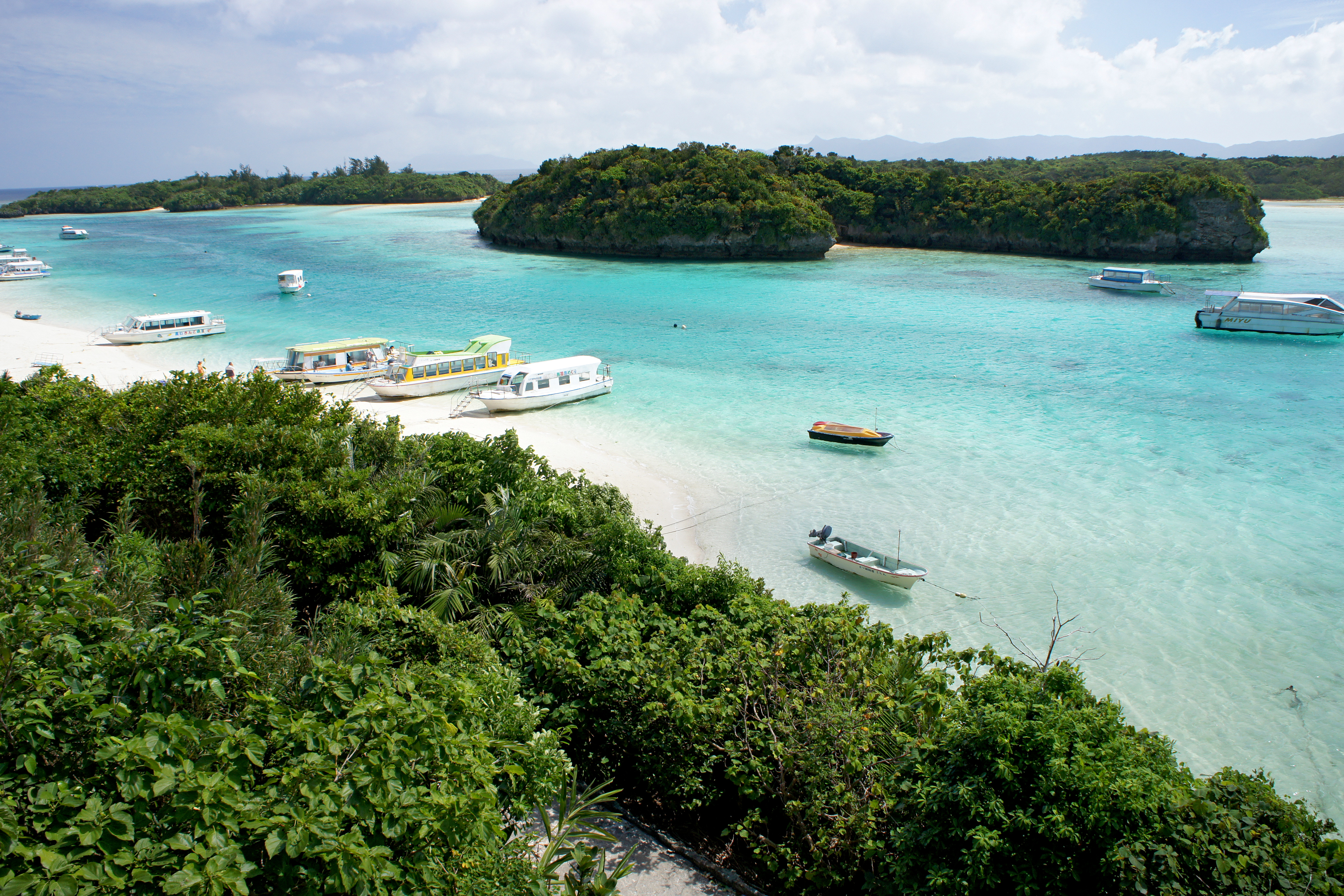
La badia Kabira, a la illa Ishigaki

L'idioma yaeyama és la llengua nativa dels habitants de les illes, a excepció dels de l'illa Yonaguni, que compten amb la seva pròpia llengua. El japonès es parla com a segona llengua en totes les illes.
El 14 de juliol, durant l'Obon budista, se celebra el festival Mushaama a l'illa de Hateruma. És una festa de la collita que inclou danses i una desfilada de la fertilitat del déu local Miruku i els seus fills (els nens de la localitat).